# La trappola (romanzo giallo)
La trappola (The Mystery of Hunting's End), è un romanzo giallo della scrittrice statunitense Mignon Good Eberhart, pubblicato nel 1930. Terzo romanzo dedicato alle indagini dell'infermiera Sarah Keate e dell'ispettore Lance O'Leary. 

## Trama
Sarah Keate e Lance O'Leary si recano in una dimora isolata, chiamata La Vedetta, ospiti della signorina Mary Kingery. La compagnia è composta da un gruppo eterogeneo di persone che si conoscono da molto tempo. L'ultima volta che avevano soggiornato in quella casa, cinque anni prima, era morto il padre di Mary, ucciso da un colpo di pistola, ma tutti avevano evitato di coinvolgere le autorità. Ora invece, Mary Kingery ha richiamato le stesse persone, oltre a O'Leary e Sarah, ma non ha dato spiegazioni e tutti si sono sentiti in obbligo di accettare. L'unica persona che parla del passato è Lucy, zia paterna di Mary, la quale è convinta che cinque anni prima il fratello sia stato assassinato.
All'arrivo di Sarah è appena iniziata una tormenta di neve. Questo impedisce di uscire e le tensioni non hanno uno sfogo. La prima notte un colpo di pistola uccide Jasper Fraley ma non si trova l'arma e la stanza era ben chiusa. Jasper era fidanzato con Mary e aveva occupato la camera del defunto signor Kingery. Da questo momento una serie di incidenti, tra i quali la sparizione del cadavere di Fraley, tengono molto occupato O'Leary nelle indagini. Quando però un altro ospite, Nicholas Morse, bravissimo sciatore, decide di raggiungere la città più vicina per chiedere soccorso, lo stesso O'Leary è atterrato da un colpo alla testa che poteva essergli fatale.
Nel frattempo le provviste e la legna cominciano a scarseggiare e questo scatena le ansie e i rancori tra gli ospiti della casa. In cerca di cibo, Sarah entra in uno sgabuzzino e le cade addosso il corpo di Nicholas, trafitto da un ferro da maglia (che le apparteneva). Dal canto suo, O'Leary scopre che il defunto Kingery aveva speculato sui risparmi degli amici e dei domestici, derubandoli. Nonostante la ferita alla testa, egli si procura molti indizi con l'aiuto di Sarah, la quale recupera anche un diario di Mary che le era stato sottratto. Quando la tormenta di neve finisce, l'investigatore, temendo una fuga generale, convoca tutti gli uomini per un esperimento: li chiama nella stanza di Jasper, dove ora c'è il cadavere di Morse coperto da un lenzuolo.
Ordinando a Paggi, Killian e al domestico Brunker di afferrare gli angoli del lenzuolo, dice a Julian Barre di chiudere la porta con il chiavistello. L'uomo perde il coraggio e si getta a terra, in una vera autoaccusa: egli stesso aveva inserito la pistola nel battente della porta e il chiavistello, chiudendola, provocava lo sparo. Ma la pistola, recuperata da Sarah e O'Leary, non avrebbe fatto più male a nessuno. Barre e Kingery avevano truffato soci e clienti della loro società finanziaria e Fraley aveva ricevuto il numero di cassetta dove si trovavano le prove. Nicholas Morse a sua volta era venuto in possesso delle carte di Jasper e i due giovani erano morti per questo.
Quando la compagnia è in grado di allontanarsi per sempre dalla casa, Mary e Killian rivelano il loro amore; Barre invece è malato di Polmonite e ha solo qualche giorno di vita. La sua confessione è stata completa e liberatoria.

## Personaggi
- Sarah Keate, infermiera di mezza età con la passione per le indagini.
- Lance O'Leary, investigatore privato.
- Mary Kingery, ventidue anni, proprietaria de La Vedetta, luogo isolato in montagna.
- Lucy Kingery, zia di Mary, circa cinquant'anni, non cammina.
- Hubert Kingery, padre di Mary e fratello di Lucy, è morto cinque anni prima della vicenda.
- Jasper Fraley, Nicholas Morse, Charles Killian, giovani, ospiti a La Vedetta.
- Julian Barre, ospite meno giovane, già socio di Hubert.
- José Paggi, cantante lirico, altro ospite a La Vedetta.
- Helen Paggi, moglie di José.
- baronessa Blanche von Turcum, giovane vedova, anch'ella tra gli ospiti.
- Anne e Brunker, domestici di Mary.

## Opere derivate
Nel 1938 il romanzo ha avuto una trasposizione cinematografica nel film Mystery House, con Dick Purcell (O'Leary) e Ann Sheridan (Sarah Keate); regia di Noel M. Smith.

## Edizioni in italiano
- Mignon Good Eberhart, La trappola: romanzo; traduzione autorizzata dall'inglese di Alfredo Pitta, collana I Libri Gialli n. 145  A. Mondadori, Milano-Verona 1936
- Mignon Good Eberhart, L'infermiera volante (contiene: Uno di noi: (Murder by an aristocrat); L'elefante di giada: (While the patient slept); La trappola: (The mystery of hunting's end); traduzione dall'inglese a cura di Alberto Tedeschi, collana Il Supergiallo, A. Mondadori, Milano-Verona 1952
- Mignon Good Eberhart, La trappola, collana I capolavori dei gialli n. 269, A. Mondadori, Milano 1965
- Mignon Good Eberhart, La trappola, traduzione di Alfredo Pitta, collana I Classici del Giallo Mondadori n. 1346, Milano 2014